# Шэмпени, Джулиан
Джулиан Шэмпени (англ. Julian Champagnie; род. 29 июня 2001, Статен-Айленд, Нью-Йорк) — американский профессиональный баскетболист клуба НБА «Сан-Антонио Спёрс».

## Профессиональная карьера

### Филадельфия Севенти Сиксерс (2022–2023)
Шэмпени не выбрали на драфте НБА 2022 года, затем 24 июня 2022 года Шэмпени подписал двусторонний контракт с клубом «Филадельфия Севенти Сиксерс» и их фарм-клубом в Джи-Лиге НБА «Делавэр Блю Коатс». 14 февраля 2023 года Шэмпени был отчислен.

### Сан-Антонио Спёрс / Остин Спёрс (2023–настоящее время)
16 февраля 2023 года «Сан-Антонио Спёрс» взяли Шэмпени с драфта отказов и подписали с ним двусторонний контракт.
6 июля 2023 года Шэмпени повторно подписал контракт со «Спёрс».
10 февраля 2025 года Джулиан впервые сыграл против своего брата-близнеца Джастина в матче НБА, когда «Спёрс» встретились с «Вашингтон Уизардс». Они входят в число очень небольшого числа близнецов, которые когда-либо играли друг против друга в матче НБА.

## Статистика

### Статистика в НБА
| Сезон                                                                                    | Команда     | Регулярный сезон | Регулярный сезон | Регулярный сезон | Регулярный сезон | Регулярный сезон | Регулярный сезон | Регулярный сезон | Регулярный сезон | Регулярный сезон | Регулярный сезон | Регулярный сезон | Серия плей-офф | Серия плей-офф | Серия плей-офф | Серия плей-офф | Серия плей-офф | Серия плей-офф | Серия плей-офф | Серия плей-офф | Серия плей-офф | Серия плей-офф | Серия плей-офф |
| Сезон                                                                                    | Команда     | GP               | GS               | MPG              | FG%              | 3P%              | FT%              | RPG              | APG              | SPG              | BPG              | PPG              | GP             | GS             | MPG            | FG%            | 3P%            | FT%            | RPG            | APG            | SPG            | BPG            | PPG            |
| ---------------------------------------------------------------------------------------- | ----------- | ---------------- | ---------------- | ---------------- | ---------------- | ---------------- | ---------------- | ---------------- | ---------------- | ---------------- | ---------------- | ---------------- | -------------- | -------------- | -------------- | -------------- | -------------- | -------------- | -------------- | -------------- | -------------- | -------------- | -------------- |
| 2022/23                                                                                  | Филадельфия | 2                | 0                | 3,5              | 0,0              | 0,0              | -                | 0,0              | 0,0              | 0,5              | 0,0              | 0,0              | Не участвовал  | Не участвовал  | Не участвовал  | Не участвовал  | Не участвовал  | Не участвовал  | Не участвовал  | Не участвовал  | Не участвовал  | Не участвовал  | Не участвовал  |
| 2022/23                                                                                  | Сан-Антонио | 15               | 3                | 20,9             | 46,1             | 40,7             | 82,4             | 4,0              | 0,7              | 0,3              | 0,3              | 11,0             | Не участвовал  | Не участвовал  | Не участвовал  | Не участвовал  | Не участвовал  | Не участвовал  | Не участвовал  | Не участвовал  | Не участвовал  | Не участвовал  | Не участвовал  |
| 2023/24                                                                                  | Сан-Антонио | 74               | 59               | 19,8             | 40,8             | 36,5             | 81,5             | 2,8              | 1,4              | 0,6              | 0,6              | 6,8              | Не участвовал  | Не участвовал  | Не участвовал  | Не участвовал  | Не участвовал  | Не участвовал  | Не участвовал  | Не участвовал  | Не участвовал  | Не участвовал  | Не участвовал  |
| 2024/25                                                                                  | Сан-Антонио | 82               | 29               | 23,6             | 41,5             | 37,1             | 90,4             | 3,9              | 1,4              | 0,7              | 0,4              | 9,9              | Не участвовал  | Не участвовал  | Не участвовал  | Не участвовал  | Не участвовал  | Не участвовал  | Не участвовал  | Не участвовал  | Не участвовал  | Не участвовал  | Не участвовал  |
|                                                                                          | Всего       | 173              | 91               | 21,5             | 41,7             | 37,2             | 85,7             | 3,4              | 1,3              | 0,7              | 0,5              | 8,6              | Не участвовал  | Не участвовал  | Не участвовал  | Не участвовал  | Не участвовал  | Не участвовал  | Не участвовал  | Не участвовал  | Не участвовал  | Не участвовал  | Не участвовал  |
| Наведите курсор мыши на аббревиатуры в заголовке таблицы, чтобы прочесть их расшифровку. |             |                  |                  |                  |                  |                  |                  |                  |                  |                  |                  |                  |                |                |                |                |                |                |                |                |                |                |                |

### Статистика в Джи-Лиге
| Сезон                                                                                    | Команда           | Регулярный сезон | Регулярный сезон | Регулярный сезон | Регулярный сезон | Регулярный сезон | Регулярный сезон | Регулярный сезон | Регулярный сезон | Регулярный сезон | Регулярный сезон | Регулярный сезон | Серия плей-офф | Серия плей-офф | Серия плей-офф | Серия плей-офф | Серия плей-офф | Серия плей-офф | Серия плей-офф | Серия плей-офф | Серия плей-офф | Серия плей-офф | Серия плей-офф |
| Сезон                                                                                    | Команда           | GP               | GS               | MPG              | FG%              | 3P%              | FT%              | RPG              | APG              | SPG              | BPG              | PPG              | GP             | GS             | MPG            | FG%            | 3P%            | FT%            | RPG            | APG            | SPG            | BPG            | PPG            |
| ---------------------------------------------------------------------------------------- | ----------------- | ---------------- | ---------------- | ---------------- | ---------------- | ---------------- | ---------------- | ---------------- | ---------------- | ---------------- | ---------------- | ---------------- | -------------- | -------------- | -------------- | -------------- | -------------- | -------------- | -------------- | -------------- | -------------- | -------------- | -------------- |
| 2022/23                                                                                  | Делавэр Блю Коатс | 32               | 32               | 31,4             | 44,3             | 34,9             | 85,5             | 6,3              | 1,6              | 0,8              | 1,0              | 17,7             | Не участвовал  | Не участвовал  | Не участвовал  | Не участвовал  | Не участвовал  | Не участвовал  | Не участвовал  | Не участвовал  | Не участвовал  | Не участвовал  | Не участвовал  |
| 2022/23                                                                                  | Остин Спёрс       | 8                | 8                | 33,9             | 39,3             | 27,8             | 82,1             | 8,4              | 2,5              | 0,9              | 0,9              | 18,1             | Не участвовал  | Не участвовал  | Не участвовал  | Не участвовал  | Не участвовал  | Не участвовал  | Не участвовал  | Не участвовал  | Не участвовал  | Не участвовал  | Не участвовал  |
|                                                                                          | Всего             | 40               | 40               | 31,9             | 43,3             | 33,7             | 84,3             | 6,7              | 1,8              | 0,9              | 1,0              | 17,8             | Не участвовал  | Не участвовал  | Не участвовал  | Не участвовал  | Не участвовал  | Не участвовал  | Не участвовал  | Не участвовал  | Не участвовал  | Не участвовал  | Не участвовал  |
| Наведите курсор мыши на аббревиатуры в заголовке таблицы, чтобы прочесть их расшифровку. |                   |                  |                  |                  |                  |                  |                  |                  |                  |                  |                  |                  |                |                |                |                |                |                |                |                |                |                |                |

### Статистика в NCAA
| Сезон | Команда    | Conf     | Class | GP | GS | MPG  | FG%  | 3P%  | FT%  | RPG | APG | SPG | BPG | PPG  |
| --- | ---------- | -------- | ----- | -- | -- | ---- | ---- | ---- | ---- | --- | --- | --- | --- | ---- |
| 2019/20 | Сент-Джонс | Big East | FR    | 32 | 26 | 25,6 | 45,3 | 31,2 | 75,4 | 6,5 | 0,8 | 1,2 | 0,8 | 9,9  |
| 2020/21 | Сент-Джонс | Big East | SO    | 25 | 24 | 32,9 | 43,3 | 38,0 | 88,7 | 7,4 | 1,3 | 1,4 | 1,0 | 19,8 |
| 2021/22 | Сент-Джонс | Big East | JR    | 31 | 31 | 34,2 | 41,4 | 33,7 | 78,1 | 6,6 | 2,0 | 2,0 | 1,1 | 19,2 |
| Всего | Всего      | Всего    | Всего | 88 | 81 | 30,7 | 42,9 | 34,8 | 81,5 | 6,8 | 1,4 | 1,5 | 1,0 | 16,0 |
| Наведите курсор мыши на аббревиатуры в заголовке таблицы, чтобы прочесть их расшифровку Статистика приведена с сайта sports-reference.com |            |          |       |    |    |      |      |      |      |     |     |     |     |      |